# Operação Manta

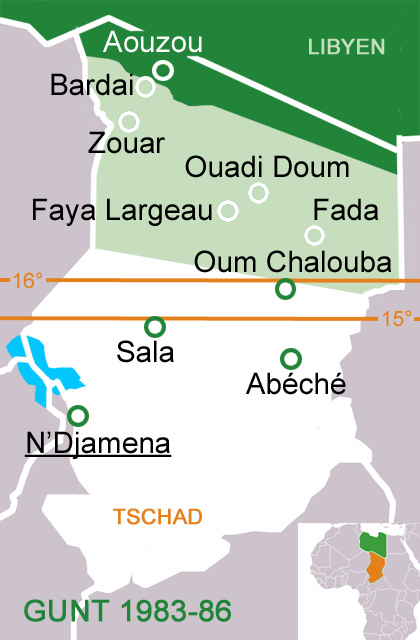
Mapa da Guerra Civil no Chade (1980-1987). A área controlada pelo GTUN até 1986/87 está em verde-claro.

Operação Manta foi uma intervenção militar francesa no Chade entre 1983 e 1984 durante a Guerra dos Toyota, no Conflito entre Chade e Líbia. A operação consistiu de pequenos golpes e carraspanas militares.
A operação foi despoletada pela invasão do Chade por uma força conjunta da Líbia e de rebeldes chadianos do Governo de União Nacional de Transição (GUNT) em junho de 1983. A França esteve relutante em participar no início, mas o bombardeamento líbio do oásis estratégico de Faya-Largeau ocorrido a partir de 31 de julho levou até ao Chade cerca de 3500 tropas francesas, o maior destacamento desde o final da era colonial.
As tropas francesas, em vez de tentarem repelir as forças líbias do Chade, desenharam uma "linha na areia". Concentraram as suas forças no paralelo 15 N, a chamada "Linha Vermelha," (depois movido para o paralelo 16 N) para bloquear o avanço dos líbios e do GTUN para N'Djamena, assim salvando o presidente do Chade Hissène Habré. As forças líbias e rebeldes evitaram ataques além da Linha Vermelha mas provocaram os franceses. O impasse resultante levou à partição de facto do Chade, com os líbios e o GTUN a norte e Habré e os franceses no Chade central e meridional.
Para acabar o impasse, o Presidente da França François Mitterrand e o líder líbio Muammar Gaddafi negociaram uma retirada mútua das suas tropas no Chade em setembro de 1984. O acordo foi respeitado pelos franceses, assim colocando um final à Operação Manta, mas não pelos líbios, cujas forças ficaram no Chade até 1987 (embora tenham continuado a respeitar a Linha Vermelha). A violação do paralelo 15 causou nova intervenção francesa no Chade, a Operação Epervier e a expulsão das forças líbias de todo o Chade, com exceção da Faixa de Aouzou no ano seguinte.